# Leichtathletik-Europameisterschaften 1969/Hammerwurf der Männer

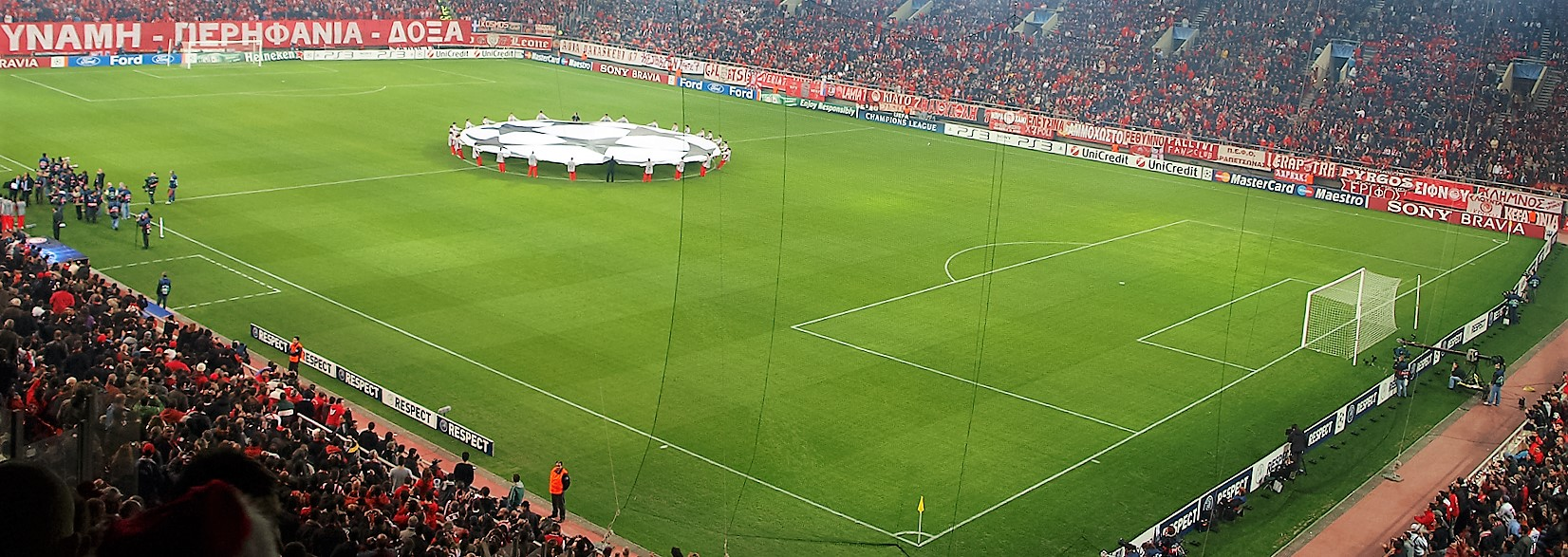
Das Karaiskakis-Stadion im Jahr 2009

Der Hammerwurf der Männer bei den Leichtathletik-Europameisterschaften 1969 wurde am 19. und 20. September 1969 im Athener Karaiskakis-Stadion ausgetragen.
In diesem Wettbewerb errangen die sowjetischen Hammerwerfer einen Doppelsieg. Europameister wurde Anatolij Bondartschuk. Dabei stellte er einen neuen Weltrekord auf. Er gewann vor dem Olympiasieger von 1964, Olympiazweiten von 1968, bisherigen Weltrekordinhaber und Titelverteidiger Ramuald Klim. Bronze ging an den DDR-Athleten Reinhard Theimer.

## Rekorde

### Bestehende Rekorde
| Weltrekord           | 74,52 m | Ramuald Klim | Budapest, Ungarn    | 15. Juni 1969     |
| Europarekord         | 74,52 m | Ramuald Klim | Budapest, Ungarn    | 15. Juni 1969     |
| Meisterschaftsrekord | 70,02 m | Ramuald Klim | EM Budapest, Ungarn | 4. September 1966 |

### Rekordverbesserungen
Der bestehende EM-Rekord wurde bei diesen Europameisterschaften zweimal verbessert. Außerdem gab es einen neuen Weltrekord.
- Meisterschaftsrekorde:
  - 71,06 m – Reinhard Theimer (DDR), Qualifikation am 19. September
  - 74,68 m – Anatolij Bondartschuk (Sowjetunion), Finale am 20. September
- Weltrekord:
  - 74,68 m – Anatolij Bondartschuk (Sowjetunion), Finale am 20. September

## Qualifikation
19. September 1969, 10.00 Uhr
Neunzehn Teilnehmer traten zur Qualifikationsrunde an. Sieben Athleten (hellblau unterlegt) übertrafen die Qualifikationsweite für den direkten Finaleinzug von 66,00 m. Damit war die Mindestanzahl von zwölf Finalteilnehmern nicht erreicht. Das Finalfeld wurde mit den fünf nächsten bestplatzierten Sportlern (hellgrün unterlegt) auf zwölf Werfer aufgefüllt. So reichten für die Finalteilnahme schließlich 62,08 m.
| Platz | Name                  | Nation         | Weite (m) |
| ----- | --------------------- | -------------- | --------- |
| 1     | Reinhard Theimer      | DDR            | 71,06 CR  |
| 2     | Gyula Zsivótzky       | Ungarn         | 69,98     |
| 3     | Anatolij Bondartschuk | Sowjetunion    | 69,06     |
| 4     | Ramuald Klim          | Sowjetunion    | 68,50     |
| 5     | Lázár Lovász          | Ungarn         | 66,86     |
| 6     | Jochen Sachse         | DDR            | 66,72     |
| 7     | Sándor Eckschmiedt    | Ungarn         | 66,68     |
| 8     | Kauko Harlos          | Finnland       | 64,74     |
| 9     | Howard Payne          | Großbritannien | 64,58     |
| 10    | Johann Pötsch         | Österreich     | 63,20     |
| 11    | Lars-Inge Ström       | Schweden       | 62,70     |
| 12    | Dimitar Mindow        | Bulgarien      | 62,08     |
| 13    | Georgios Babaniotis   | Griechenland   | 61,98     |
| 14    | Ernst Ammann          | Schweiz        | 60,88     |
| 15    | Jacques Accambray     | Frankreich     | 60,76     |
| 16    | Carlos Sustelo        | Portugal       | 60,54     |
| 17    | Stanisław Lubiejewski | Polen          | 59,50     |
| 18    | Gérard Chadefaux      | Frankreich     | 59,42     |
| 19    | Erlendur Valdimarsson | Island         | 51,04     |

## Finale

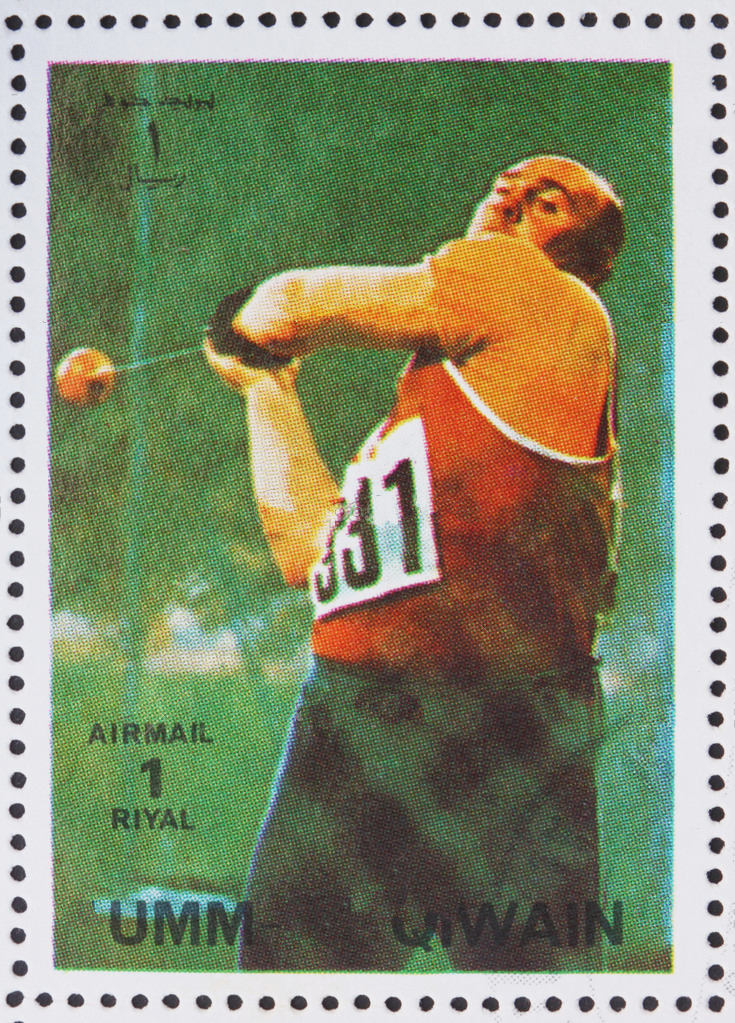
Europameister Anatolij Bondartschuk (hier dargestellt auf einer Briefmarke) erzielte mit seiner Siegesweite einen neuen Weltrekord
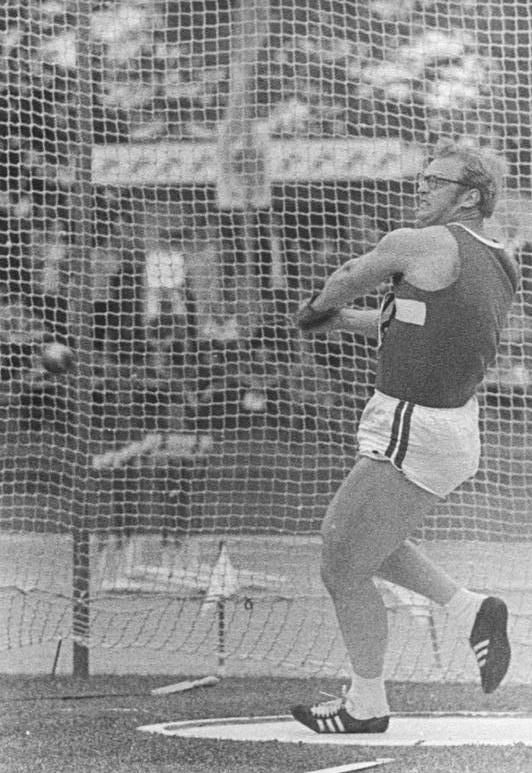
Jochen Sachse erreichte Platz fünf

20. September 1969, 18.00 Uhr
| Platz | Name                  | Nation         | Weite (m) |
| ----- | --------------------- | -------------- | --------- |
| 1     | Anatolij Bondartschuk | Sowjetunion    | 74,68 WR  |
| 2     | Ramuald Klim          | Sowjetunion    | 72,74     |
| 3     | Reinhard Theimer      | DDR            | 72,02     |
| 4     | Gyula Zsivótzky       | Ungarn         | 69,68     |
| 5     | Jochen Sachse         | DDR            | 68,60     |
| 6     | Lázár Lovász          | Ungarn         | 66,90     |
| 7     | Sándor Eckschmiedt    | Ungarn         | 66,02     |
| 8     | Howard Payne          | Großbritannien | 65,90     |
| 9     | Kauko Harlos          | Finnland       | 65,16     |
| 10    | Johann Pötsch         | Österreich     | 64,00     |
| 11    | Dimitar Mindow        | Bulgarien      | 61,48     |
| 12    | Lars-Inge Ström       | Schweden       | 61,44     |

## Videolinks
- EUROPEAN ATHLETICS 1969 ATHENS HAMMER KLIM SILVER BONDARCHUCK GOLD, youtube.com, abgerufen am 23. Juli 2022
- European Athletics Finals (1969), Bereich: 4:12 min bis 4:21 min, youtube.com, abgerufen am 23. Juli 2022